# SJ
SJ — программа для мгновенного обмена сообщениями посредством сети Интернет по протоколу XMPP (Jabber) и OSCAR (ICQ) с использованием автоматического шифрования сообщений по стандарту OpenPGP.

## Название
SJ — сокращение от «Safety Jabber» — безопасный жаббер.

## Возможности
- Многоязычность.
- Одновременная поддержка нескольких аккаунтов.
- Поддержка протоколов XMPP и OSCAR (ICQ)
- Шифрование трафика, SSL, STARTTLS, OpenPGP.
- Упрощенная работа с PGP: создание, импорт и экспорт ключей, присвоение ключей контактам.
- Автоматический обмен PGP ключами и отслеживание их изменений.
- Шифрование сообщений с помощью OTR
- Локальное сохранение зашифрованной информации о каждом контакте (заметки).
- Импорт и экспорт контакт-листа (в т.ч. из QIP, Psi с помощью плагинов)
- Быстрый поиск контакта в списке.
- Массовая рассылка сообщений.
- Способы подключения: direct connection, proxy: SOCKS4, SOCKS5, HTTPS.
- Передача файлов через сервисы safetyjabber.com Архивная копия от 22 сентября 2012 на Wayback Machine и sendspace.com Архивная копия от 12 сентября 2012 на Wayback Machine
- Упрощенная поддержка Google Talk.
- Уведомления о наборе текста.
- Графические смайлы.
- Совмещение окон чатов с использованием табов.
- Звуковое сопровождение событий.
- Шифрованная история сообщений на стороне клиента.
- Поддержка плагинов через собственный API.
- XML консоль.
- Портативная версия.

Некоторые возможности актуальны только для последних версий SJ или для коммерческой версии.